# Kettenkrad

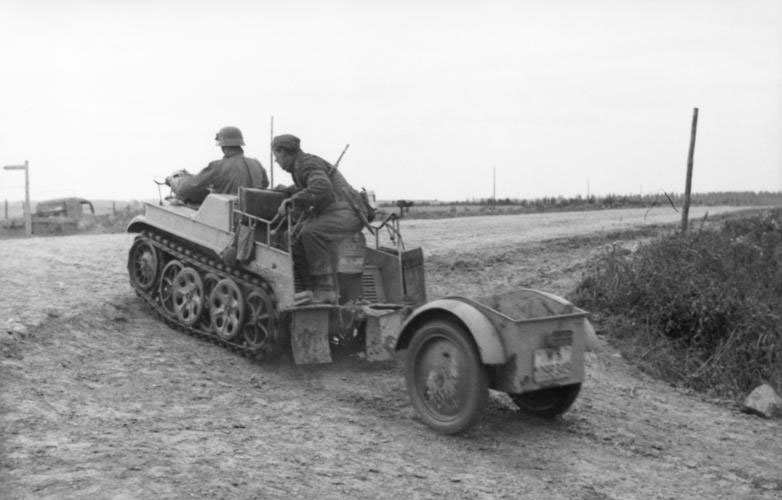
Kettenkrad mit Anhänger, Russland 1943

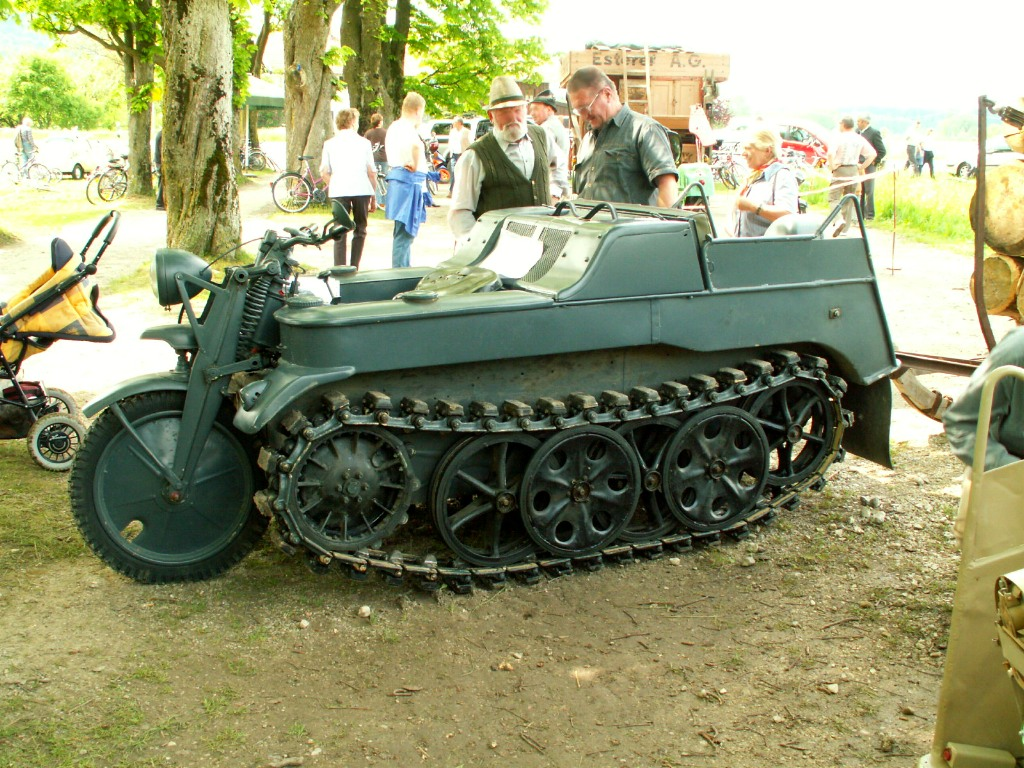
Kettenkrad (1943)

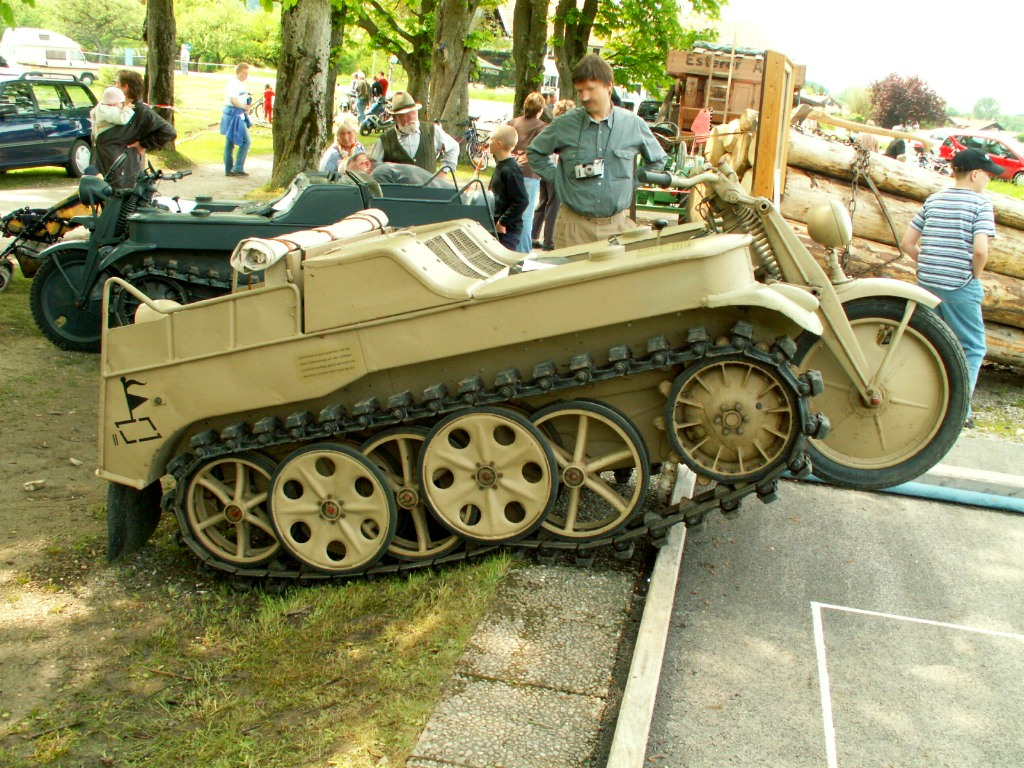
Kettenkrad Typ HK 101 (1944)

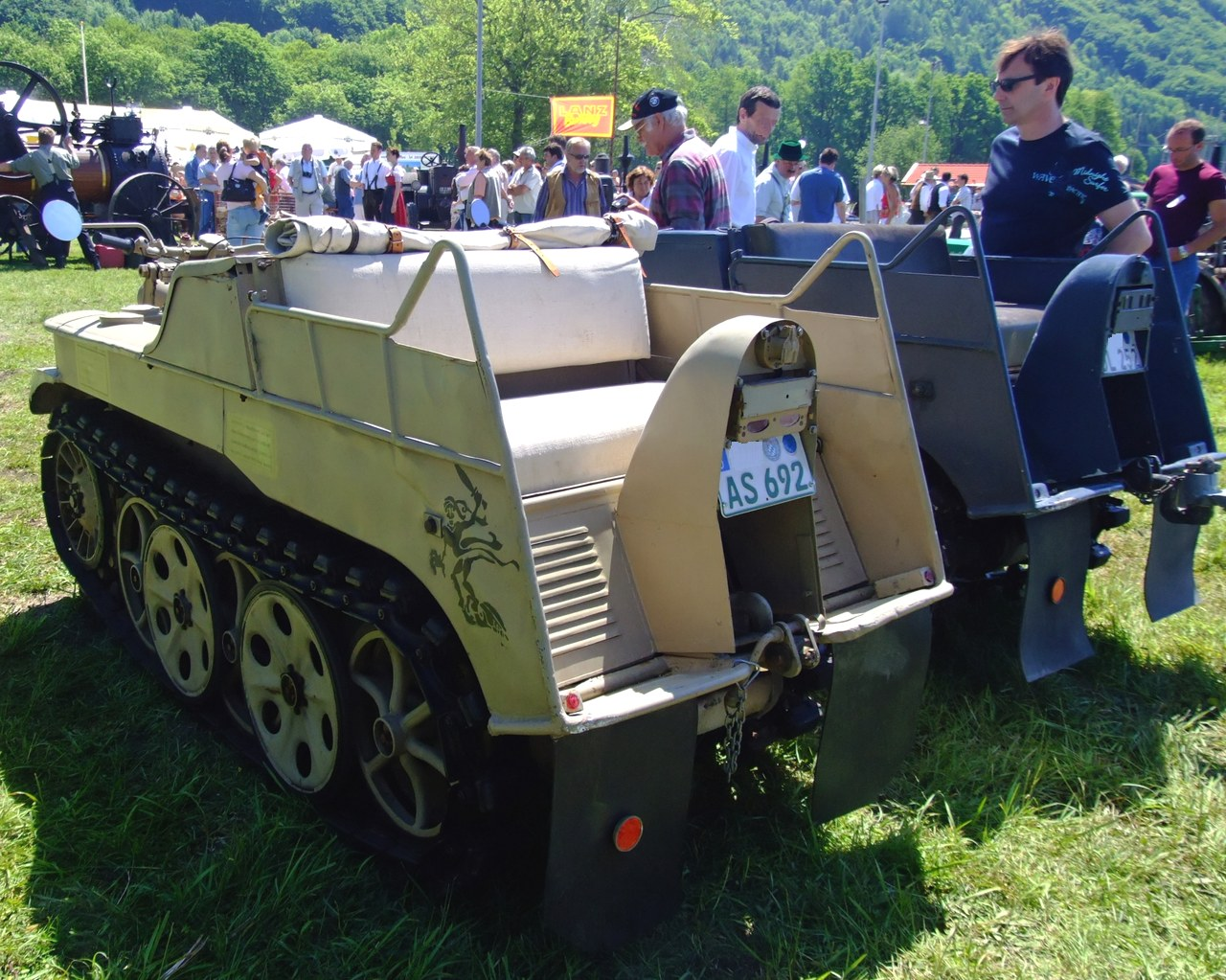
Kettenkrad Typ HK 101 (1944)

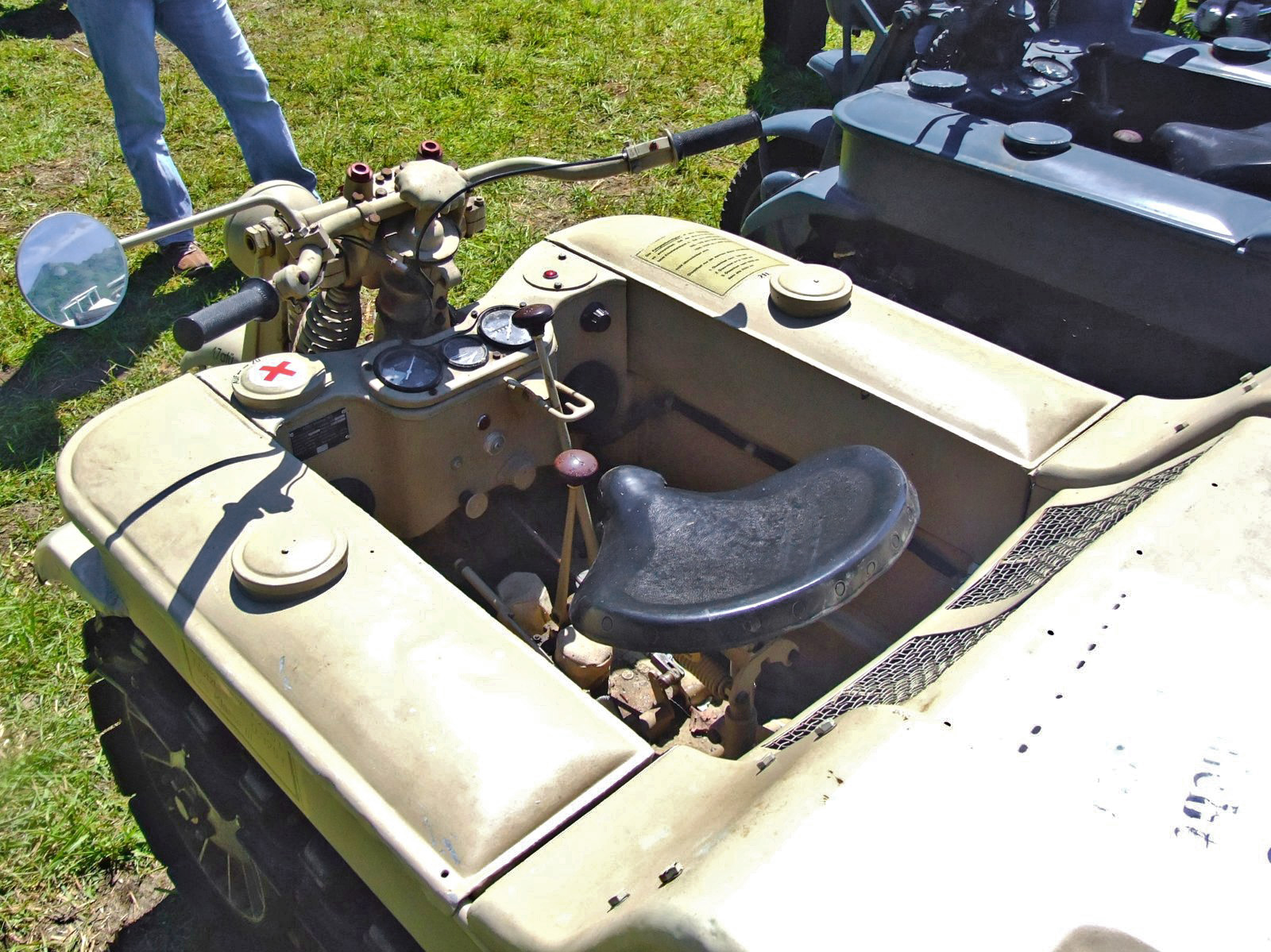
Kettenkrad Typ HK 101 (1944)

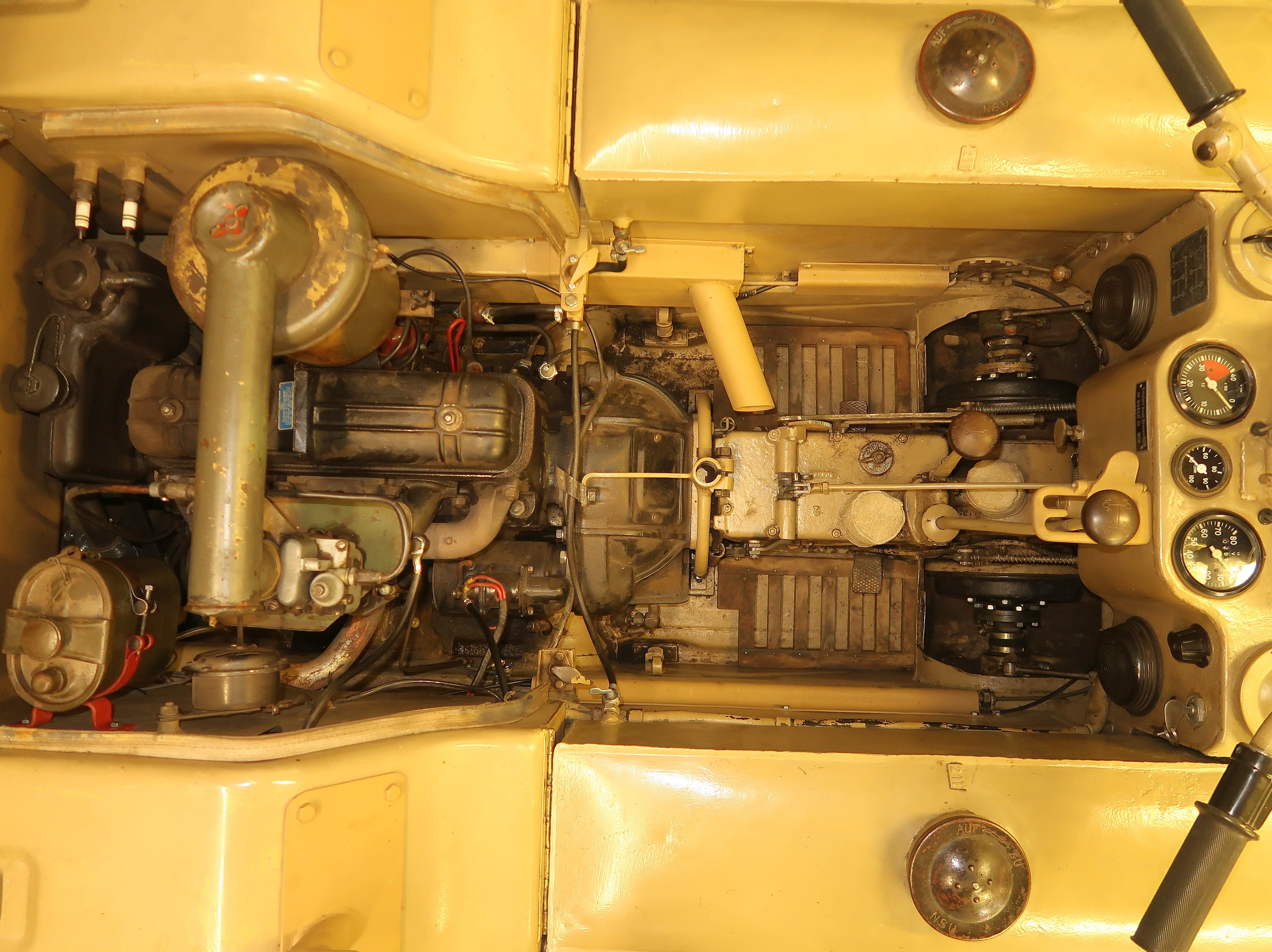
Blick von oben auf den Antriebsstrang eines 1942er NSU Kettenkrads. Fahrersitz demontiert.

Das Kettenkrad (vollständige Bezeichnung: Kleines Kettenkraftrad Typ HK 101; militärische Bezeichnung bei der Wehrmacht: Sonderkraftfahrzeug 2 (Sd.Kfz. 2)) ist ein Halbkettenfahrzeug mit motorradähnlichem Vorderbau. Es wurde von NSU entwickelt und von 1940 bis 1945 für die Wehrmacht gebaut. Es war die kleinste der Halbketten-Zugmaschinen der Wehrmacht.
Maßgeblich beteiligt an der Konstruktion waren Ewald Praxl und Ernst Schmidt. Am 29. Juni 1939 wurde Heinrich Ernst Kniepkamp im Patent Nr. 717514 als Erfinder für das Motorfahrzeug genannt.

## Entwicklung
Vor Beginn des Zweiten Weltkrieges hatte der Ingenieur Heinrich Ernst Kniepkamp die Entwicklung von Halbkettenfahrzeugen für die deutschen Streitkräfte maßgeblich beeinflusst. Die Nutzungsmöglichkeiten des kombinierten Antriebssystems aus Kette und Rad waren jedoch mit den bis dahin geschaffenen militärischen Zugmaschinen nicht ausgeschöpft. In Zusammenarbeit mit dem Motorradhersteller NSU begann der Ingenieur 1938 eine Zugmaschine für die Forstwirtschaft zu entwickeln, die in überaus schwierigem Gelände (enge und steile Wege und dichter Baumbestand) in der Lage sein sollte, dort Lasten zu ziehen, wo bislang nur Pferdegespanne einsetzbar waren. Es wird davon ausgegangen, dass die Werksbezeichnung HK für Heinrich (Ernst) Kniepkamp steht, der am 29. Juni 1939 ein Patent auf sein Fahrzeug anmeldete.:2 Als am 1. September 1939 der Zweite Weltkrieg begann, sah man seitens der Wehrmacht keinen Bedarf für ein Fahrzeug mit nur 500 kg Zugleistung. Doch schon einige Monate später änderte sich die Situation und das Heeres-Waffenamt bestellte eine Erprobungsserie von 70 Fahrzeugen. Mit dem 10. April 1940 wurde das Kettenkrad in einem Datenblatt zur Dienstvorschrift D 600 als Versuchs-Kfz. 620 aufgeführt. Es ist anzumerken, dass die ersten Fahrzeuge sehr unterschiedlich ausgeführt waren und die folgende Erprobung eine ganze Reihe von Schwachstellen aufdeckte, welche in der Folge beseitigt wurden.
Schon ab Juli 1940 erging ein Null-Serien Auftrag über 500 Fahrzeuge, die dann direkt bei der Truppe erprobt wurden und praktisch der späteren Serie entsprachen. Mangels Priorität in der Rüstungsindustrie benötigte NSU jedoch bis Ende 1941 zum Abschluss dieser Produktion. Durch Bekanntmachung vom 7. Juni 1941 wurde das Kettenkrad als Sd.Kfz. 2 offiziell eingeführt. Der Einheitsprotzhaken am Kettenkrad erlaubte den Zug leichter Lasten. Ab 1942 war der speziell für das Kettenkrad gebaute Anhänger für das Kleine Kettenkraftrad verfügbar. Dessen Räder und Radaufhängungen sind mit denen des Kettenkrads weitgehend identisch.

## Aufbau
Das Kettenkrad besteht grundsätzlich aus einer selbsttragenden, oben offenen Wanne aus Stahlblech. Vorn ist eine motorradähnliche Parallelogrammgabel mit dem Vorderrad angebracht. Zu beiden Seiten der Wanne befindet sich ein Gleiskettenlaufwerk in Schachtelanordnung mit je einem Antriebsrad vorn, vier Laufrädern und einem Leitrad hinten. Die Laufräder sind über Schwinghebel und Drehstabfedern gefedert.
Der Antriebsmotor sitzt in der Mitte des Fahrzeugs. Das Getriebe befindet sich in Fahrtrichtung vor dem Motor, der Kühler hinter dem Motor, unter der Rücksitzbank.
Der Fahrer sitzt vor dem Motor auf einem Motorradsattel rittlings über dem Getriebe. Hinter dem Motor befindet sich eine Sitzbank für zwei weitere Personen, die entgegen der Fahrtrichtung sitzen. Dies war im militärischen Gebrauch ein taktischer Nachteil, da die Beifahrer nicht mit nach vorn sichern konnten.
Wie bei den Halbketten-Zugmaschinen üblich, besitzt das Laufwerk Gummibandagen an den Rädern und Gummipolster an den Kettengliedern. Ferner sind die Kettenglieder mit abgedichteten Nadellagern versehen und fettgeschmiert.

## Eigenschaften
Das Kettenkrad übertraf die Geländegängigkeit der Beiwagengespanne und aller Radfahrzeuge bei Weitem und konnte außerdem als Zugmaschine für ein Leichtgeschütz verwendet werden. Auch auf Flugplätzen waren Kettenkräder zum Bewegen von Flugzeugen am Boden im Einsatz. Es war jedoch wesentlich aufwändiger in der Herstellung und in der Wartung. Allein die Ketten verfügen über 80 Schmierstellen, welche alle 500 km abgeschmiert werden mussten.
Die Fahrzeuge erreichten eine maximale Geschwindigkeit von rund 70 km/h. Der Motor des Kettenkrads stammt aus dem PKW Opel Olympia, wobei sich der Motor des Kettenkrades durch eine andere Ölwanne, Getriebeglocke und einige weitere Anbauteile vom Motor des PKW unterschied.
Die Lenkung des 1.250 kg schweren Fahrzeuges erfolgte bei kleinen Lenkeinschlägen (bis ca. 8°) mit Hilfe der Parallelogrammgabel und des Vorderrads. Die Gabel entsprach der damals bei Motorrädern üblichen Ausführung, war aber deutlich stabiler ausgeführt. Frühe Versionen waren mechanisch reibungsgedämpft, ab Mitte 1944 kam eine nochmals verstärkte Gabel mit hydraulischem Stoßdämpfer zum Einsatz.
Bei größeren Lenkeinschlägen trat eine Lenkbremse in Funktion und bremste die kurveninnere Kette ab. Durch das aufwändige Cletrac-Lenkgetriebe wurde verhindert, dass bei Kurvenfahrt die innere Kette ganz zum Stillstand kam. Dennoch betrug der kleinste Wendekreisdurchmesser nur vier Meter (bezogen auf die Fahrzeugmitte).
In schwerem Gelände konnte auch ohne Vorderrad gefahren werden, dann allerdings nur relativ langsam.

## Bremsanlage
Die Lenkbremsen am Differential dienen beim Kettenkrad allein zur Lenkung. Zum Abbremsen des Fahrzeugs gibt es besondere Fahrbremsen in den Treibrädern des Kettenlaufwerks. Es handelt sich dabei um nach dem Duo-Servo-Prinzip arbeitende Trommelbremsen mit Spreizkeilbetätigung und 300 mm Bremstrommeldurchmesser.
Die Betätigung erfolgt allein durch die Muskelkraft des Fahrers wie bei einem PKW bzw. Motorrad durch ein Pedal rechts. Die Übertragungseinrichtung ist rein mechanisch über Hebel, Wellen und Gestänge.

## Produktion
Die Produktion begann zuerst ausschließlich bei der NSU Werke AG in Neckarsulm, wo während des Krieges etwa 7500 Stück gebaut wurden. Ab 1943 fertigte auch Stoewer in Stettin etwa 1300 Kettenkräder als Lizenzbau, was eine Gesamtstückzahl von 8800 Fahrzeugen ergibt. Die Angaben zu den Stückzahlen variieren je nach Quelle; selbst in offiziellen Dokumenten und Geschäftsberichten der Firma NSU finden sich unterschiedliche Angaben.
Es war geplant, dass auch Simca im besetzten Frankreich Kettenkräder bauen sollte. Zur Fertigung kompletter Fahrzeuge kam es dort aber wahrscheinlich nicht, wohl aber nachweislich zur Fertigung von Teilen. So enthalten diverse Kettenkräder aus NSU-Produktion von Simca hergestellte Getriebezahnräder, erkennbar am eingeschlagenen Simca-Firmenzeichen. Auch sind Wannen aus Simca-Produktion bekannt.
Versuchsfahrzeuge vor Beginn der Serienfertigung zeigen teils Speichenräder, wofür wohl aus dem bei NSU regulär aus dem Motorradbau Materialbestand zurückgegriffen worden war. Ein Versuchsmodell, basierend auf einem Holzmodell, das fotografisch belegt ist, hat nur vier gleiche gelochte Laufrollen hinter dem Triebrad (Fahrzeug 2). Optisch erkennt man die Versuchsfahrzeuge auch an einem aus der Seitenverkleidung in einen gerundeten, tiefen Kotflügel übergehenden Aufbau.
Die Vorserie (1940–1941) von 500 Fahrzeugen zeigt im Wesentlichen bereits die typischen Aspekte der späteren Serien. Zu erkennen sind diese durch:
Innere Laufrollen und Leitrad mit 8 Speichen; äußere Laufrollen mit 6 großen Löchern; an der oberen Vorderwanne beidseitige Abschleppvorrichtung mit Querbolzen für S-Haken; Leuchten auf den vorderen Kotflügeln; Armlehnen ohne Innenbleche
Die Frühe Serie (ab 1942 beginnend) beinhaltet während der Produktion 3 erkennbare Veränderungen in der Fertigung. Sie beginnt mit dem Austausch der Abschleppvorrichtung gegen einen nach oben offenen Haken (1. Bauform), dann werden innere Laufrollen und Leitrad mit 6 Speichen eingeführt (2. Bauform) und zuletzt entfallen die Leuchten auf den Kotflügeln (3. Bauform).
Die Mittlere Serie ist mit der geänderten Anbringung des offenen Haken an der unteren Wanne erkennbar. Der Wegfall der Beleuchtung auf dem Kotflügel stellt für diese Serie den Unterschied zwischen 1. und 2. Bauform dar.
Die Späte Serie ist durch Bleche in den Armlehnen der rückwärtigen Sitzplätze gekennzeichnet. Auch hier unterscheidet der Wegfall der Beleuchtung auf den vorderen Kotflügeln eine 1. und 2. Bauform.
Die Abschluss-Serie war von den Materialeinsparungen der letzten beiden Kriegsjahre geprägt. Das schon sehr einfach gehaltene Fahrzeug bot wenig Möglichkeiten der Einsparungen, so zeigt keines der sehr späten Fahrzeuge noch die Seitenleuchten auf den Kotflügeln, und auch der Hauptscheinwerfer war ersatzlos entfallen. Dadurch stand für Nachtfahrten einzig der Notek Tarnscheinwerfer zur Verfügung.
Die Nachkriegsfertigung unterschied sich nur wenig von den Fahrzeugen aus später Kriegsfertigung. Lediglich wurde das Notek Nachtmarschgerät entfernt und vorn durch einen 130 mm Scheinwerfer und hinten durch eine handelsübliche Schlussleuchte ersetzt.
Eine saubere Trennung der Serien ist schwierig, da Fahrzeuge im Einsatz oft mit neuen Bauteilen versorgt und instand gesetzt wurden. So ist es beispielsweise schwierig, den Wechsel von den großen Löchern auf die kleineren in den äußeren Laufrollen einer bestimmten Serie zuzuordnen.

## Verwendung
Das Kettenkrad wurde erstmals 1941 bei der Luftlandeoperation Merkur zur Besetzung der Insel Kreta eingesetzt. Es konnte mit den dort eingesetzten Transport-Flugzeugen vom Typ Ju-52 eingeflogen werden. In Fallschirmjäger-, Luftlande- und Gebirgsjäger-Einheiten diente das Kettenkrad als Zugmittel für die 2,8-cm-Panzerbüchse 41, die leichte 3,7-cm-Panzerabwehrkanone, leichte Gebirgsgeschütze und die rückstoßfreien Leichtgeschütze. Nachdem die speziellen Verbände mit dem Fahrzeug ausgerüstet waren, nutzten auch die regulären Heeresverbände zunehmend dieses sehr bewegliche Fahrzeug. Die Luftwaffe setzte das Kettenkrad zum Flugzeugschlepp der neuen Düsenflugzeuge auf den Flugplätzen ein.:14

## Varianten
Neben dem gewöhnlichen Kleinen Kettenkrad Sd.Kfz.2 wurden, von Prototypen und geplanten Ausführungen einmal abgesehen, noch zwei Varianten gebaut. Beide Varianten waren speziell zum Verlegen von Feldtelefonkabeln ausgerüstet und wurden insbesondere an der Ostfront eingesetzt.:14
- Sd.Kfz. 2/1: Kleines Kettenkraftrad für Feldfernkabel
- Sd.Kfz. 2/2: Kleines Kettenkraftrad für schweres Feldkabel

Die Fahrzeuge waren hinter dem Fahrer oberhalb der Motorhaube mit einem großen Gestell zur Aufnahme von Kabeltrommeln der jeweiligen Kabelart ausgerüstet. Feldfernkabel (FFkb) ist ein abgeschirmtes vieradriges Kabel für Fernverbindungen. Schweres Feldkabel (Fkb) ist ein ungeschirmtes zweiadriges Kabel (twisted pair) für kürzere Verbindungen. Die Kabeltrommeln für das Feldfernkabel sind deutlich größer und schwerer (ca. 45 kg) als die Kabeltrommeln für das schwere Feldkabel (ca. 14 kg).

## Anhänger für das kleine Kettenkraftrad

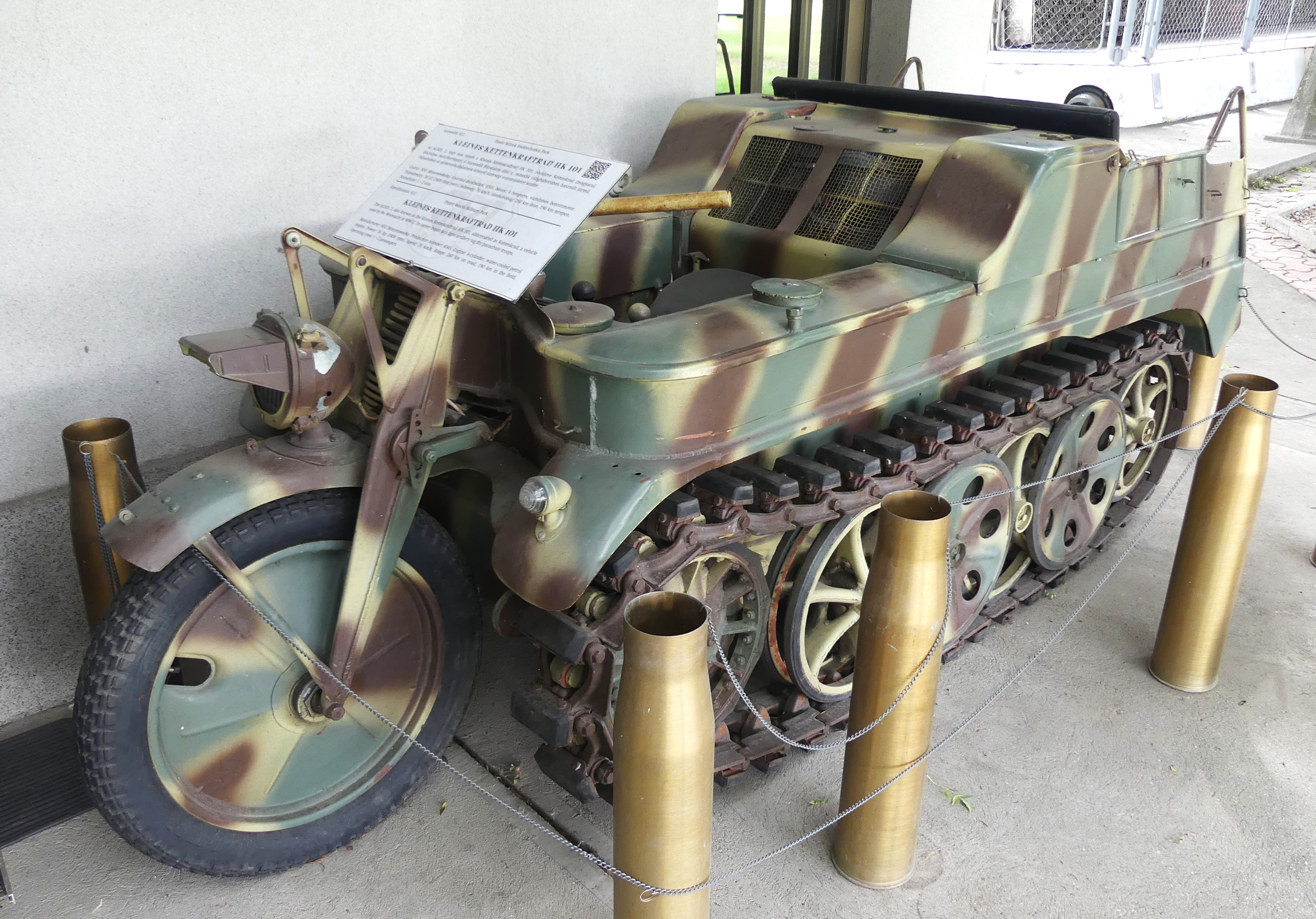
Kleine Kettenkraftrad HK 101

Da das Kettenkrad selbst nur sehr eingeschränkte Möglichkeiten zum Lastentransport bot, entwickelte und baute NSU einen leichten Einachsanhänger, speziell für den Betrieb hinter dem Kettenkrad. Dieser hatte die offizielle Bezeichnung „Anhänger (1 achs.) für das kleine Kettenkraftrad (Sd.Ah.1)“.
Ergänzend dazu wurden zwei Varianten des Anhängers speziell für den Feldkabelbau eingeführt:
- - Sd. Ah. 1/1 – Anhänger (1 achs.) für kleines Kettenkraftrad für Feldfernkabel
  - Sd. Ah. 1/2 – Anhänger (1 achs.) für kleines Kettenkraftrad für schweres Feldkabel

## Technische Daten
| Zusätzliche technische Daten NSU-Kettenkrad | Zusätzliche technische Daten NSU-Kettenkrad                                                                     |
| ------------------------------------------- | --- |
| Motor:                                      | Vierzylinder-OHV-Reihenmotor, wassergekühlt, aus dem PKW Opel Olympia                                           |
| Hubraum:                                    | 1478 cm³ (Alte deutsche Steuerformel) 1488 cm³ (tatsächlich)                                                    |
| Bohrung × Hub:                              | 80 mm × 74 mm                                                                                                   |
| Verdichtung:                                | 1 : 6 |
| Leistung:                                   | 36 PS (26 kW) bei 3.400 1/min                                                                                   |
| Getriebe:                                   | 3 vorwärts / 1 rückwärts × 2-Gang-Getriebe                                                                      |
| Kupplung:                                   | Einscheiben-Trockenkupplung                                                                                     |
| Vergaser:                                   | SOLEX-Geländevergaser Typ 32 FJ-II Vorserie (erste 500 Fahrzeuge) und Nachkriegsfahrzeuge: OPEL/Carter Vergaser |

## Großes Kettenkraftrad HK 102

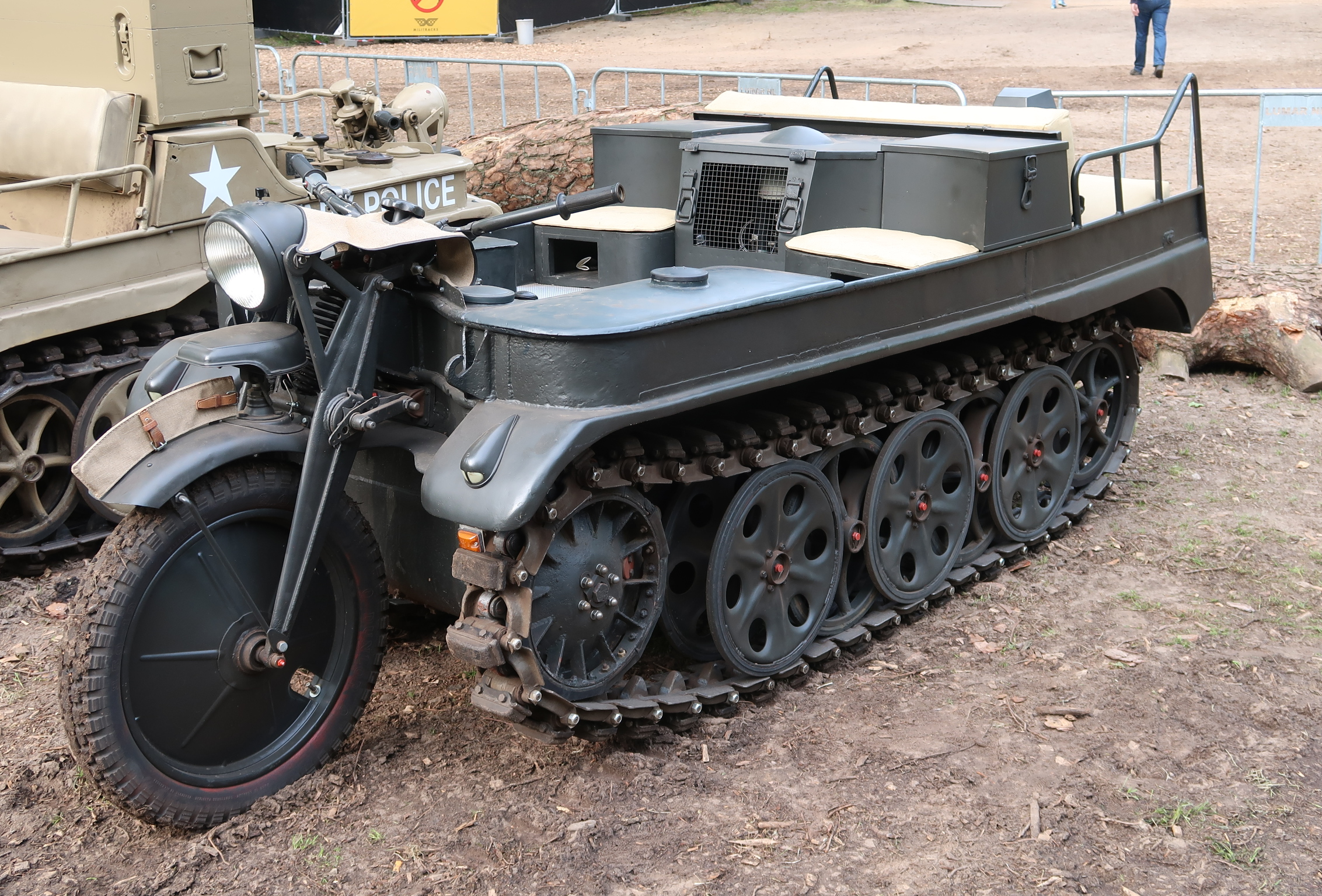
Grosses Kettenkrad HK102 bei Militracks 2023 in Overloon (NL)

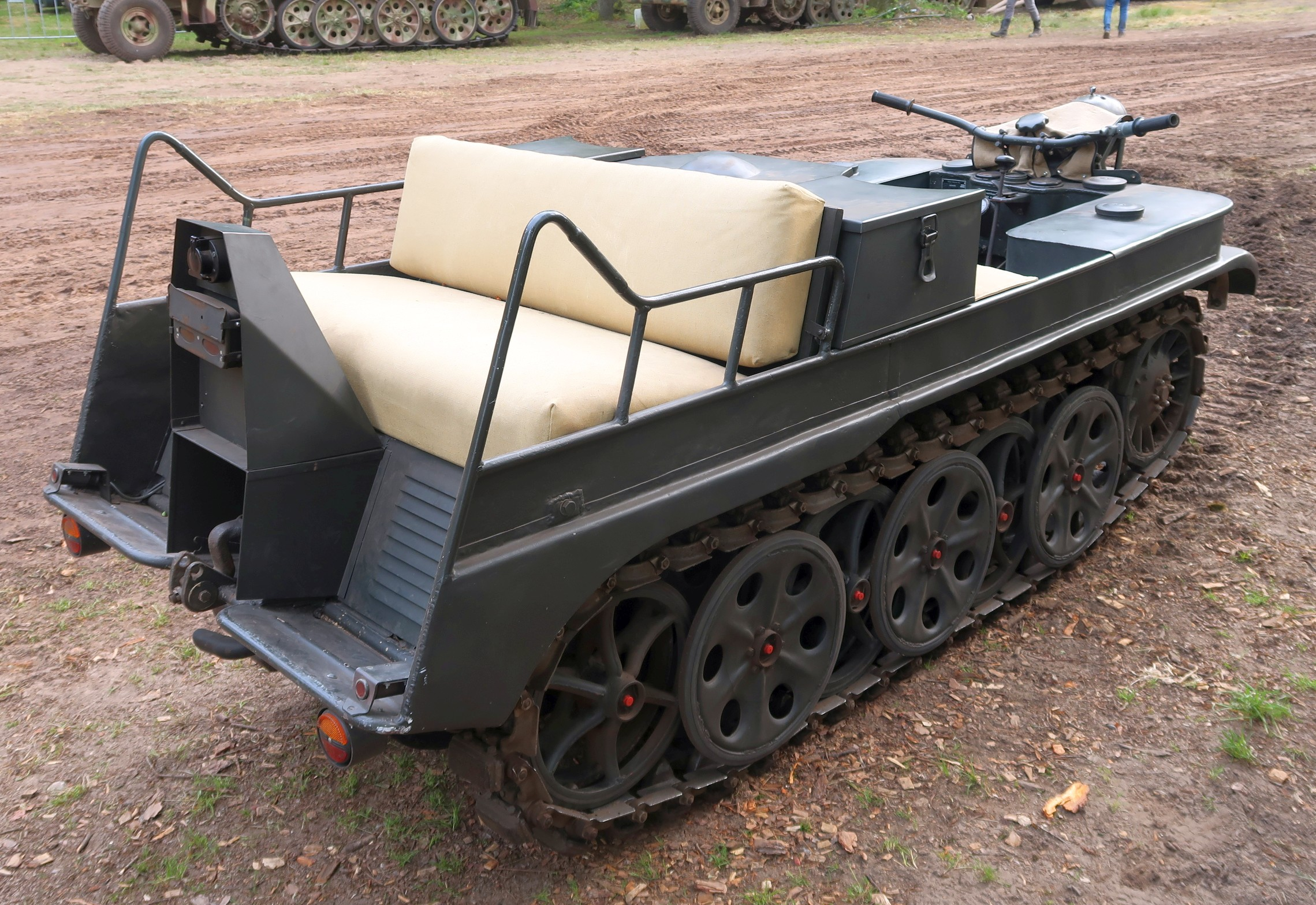
Großes Kettenkrad HK 102 bei Militracks 2023. Ansicht von hinten.

Zeitgleich mit dem bekannten Kleinen Kettenkraftrad HK 101 entwickelte NSU das Große Kettenkraftrad HK 102. Es war zur Beförderung von sechs Mann (mit Fahrer), mit Notsitzen auf den vorderen Kotflügeln sogar für acht Mann (mit Fahrer) vorgesehen. Um das gegenüber dem HK 101 deutlich höhere Gewicht zu tragen, wurde ein zusätzliches Laufradpaar erforderlich (drei äußere und zwei innere Laufräder pro Seite statt zwei äußeren und zwei inneren Laufrädern beim HK 101).
Die Wanne des großen Kettenkrads entsprach grundsätzlich der des kleinen Kettenkrads. Um das zusätzliche Laufradpaar unterzubringen, war sie jedoch um 30 cm verlängert. Um die zusätzlichen Sitze unterzubringen, war sie zudem oberhalb der Ketten um 15 cm verbreitert. Das Unterteil der Wanne und damit die Spurweite des Laufwerks wurden nicht verbreitert. Das führt zu dem auf Werksbildern sichtbaren Überhang des Oberteils der Wanne über den Ketten, während beim HK 101 die Wanne seitlich mit den Ketten abschließt. Dies ist insofern ein Nachteil, da der Fahrer beim Auf- und Absitzen das obere Kettentrum als Trittstufe benutzen muss.
Als Antrieb diente ein Ford V8-Motor mit 2,2 l Hubraum und 48 kW (65 PS) Leistung. Zwischen Motor und Getriebe befand sich eine kurze Gelenkwelle. Dadurch wurde der Fußraum für die seitlich hinter dem Fahrer sitzenden Passagiere geschaffen.
Es wurden etwa 30 Prototypen gebaut. Von diesen Fahrzeugen existiert heute (Stand 2025) nur noch ein einziges. Zu einer Serienfertigung kam es nicht. Eine Sonderfahrzeugnummer (Sd.Kfz.) wurde nicht zugeteilt.

## Mittlerer Ladungsträger Springer, Sd.Kfz. 304
Bereits früh hatte es Versuche gegeben, auf der Basis des Kettenkrads einen ferngesteuerten Ladungsträger zu bauen. Diese Fahrzeuge sollten eine Sprengladung ferngesteuert in ein Ziel fahren und dort zur Detonation bringen.
Die ersten Fahrzeuge waren normale Kettenkräder HK 101, die mit einer Funkfernsteuerung und hinten mit einem Kasten zur Aufnahme der Sprengladung versehen waren. Die Fahrzeuge kamen unter anderem auf der Krim zum Einsatz.
Sie bewährten sich jedoch nicht besonders gut, da sie bei unbemannter Fahrt im Gelände häufig umkippten und ihr Ziel nicht erreichten.
Um die Fahreigenschaften beim unbemannten Betrieb im Gelände zu verbessern, wurde aus dem Kettenkrad der Mittlere Ladungsträger Springer entwickelt. Das Fahrwerk war verlängert und wies nun sechs Laufrollen pro Seite (drei äußere und drei innere) auf, dafür wurde die Vordergabel weggelassen. Als Antrieb diente wieder der bewährte Opel-Olympia-Motor.
Der Springer konnte einen Sprengsatz von 330 kg Gewicht aufnehmen und ferngesteuert in ein Ziel gelenkt werden, wo die Sprengladung zur Explosion gebracht wurde. Das Fahrzeug selbst wurde dabei zerstört.

## Fortsetzung der Fertigung nach dem Ende des Zweiten Weltkrieges
Bereits kurz nach dem Ende des Zweiten Weltkrieges begann NSU mit Genehmigung der US-Militärregierung Nordbadenwürttemberg wieder Kettenkräder zu produzieren. So erging im September 1945 der Auftrag, neue Fahrzeuge für die Forstdirektion Stuttgart zu liefern.
Im Jahr 1947 wurden unter der Leitung von Walter Froede umfangreiche Versuche zur zivilen Verwendung des Kettenkrads in der Land- und Forstwirtschaft gemacht und die Ergebnisse in der ATZ im Januar 1948 veröffentlicht. Dabei wurden besonders die Fähigkeiten beim Holztransport in schwerem Gelände hervorgehoben.
Insgesamt produzierte NSU bis 1948 unter Verwendung noch vorhandener Teile aus der Kriegsproduktion 550 Kettenkräder. Andere Quellen sprechen von 1949 als Produktionsende. Fest steht, dass noch deutlich später (nachweislich 1951) neue Kettenkräder aus Lagerbeständen verkauft wurden.
Die Kettenkräder der Nachkriegsproduktion waren vorwiegend für die Land- und Forstwirtschaft bestimmt. Auch diverse Feuerwehren in gebirgigen Gegenden Süddeutschlands wurden damit ausgerüstet.
Die Fertigung erfolgte mit ausdrücklicher Genehmigung der US-Militärregierung. Damit ist das Kettenkrad das einzige deutsche Militärfahrzeug, das auch nach dem Ende des Zweiten Weltkrieges in nennenswerten Stückzahlen weiter produziert wurde.
Der sichtbare Unterschied zwischen einem Kettenkrad aus später Kriegsproduktion und einem aus Nachkriegsproduktion besteht neben der Lackierung in der Beleuchtungsanlage. Bei den Kettenkrädern aus Nachkriegsproduktion saß auf dem vorderen Kotflügel statt des Notek-Tarnscheinwerfers ein Bosch Scheinwerfer mit 130 mm Lichtaustritt, wie er auch am Kübelwagen VW Typ 82 verwendet wurde. Deshalb fehlt auch der Notek-Stufenschalter im Armaturenbrett. Statt des Solex-Geländevergasers mit zwei Schwimmerkammern wurde wieder der normale Opel/Carter-Fallstromvergaser aus dem PKW Opel Olympia verbaut, welcher bereits bei der Vorserie des Kettenkrads 1940/41 zum Einsatz gekommen war.

## Babiole-Raupenschlepper

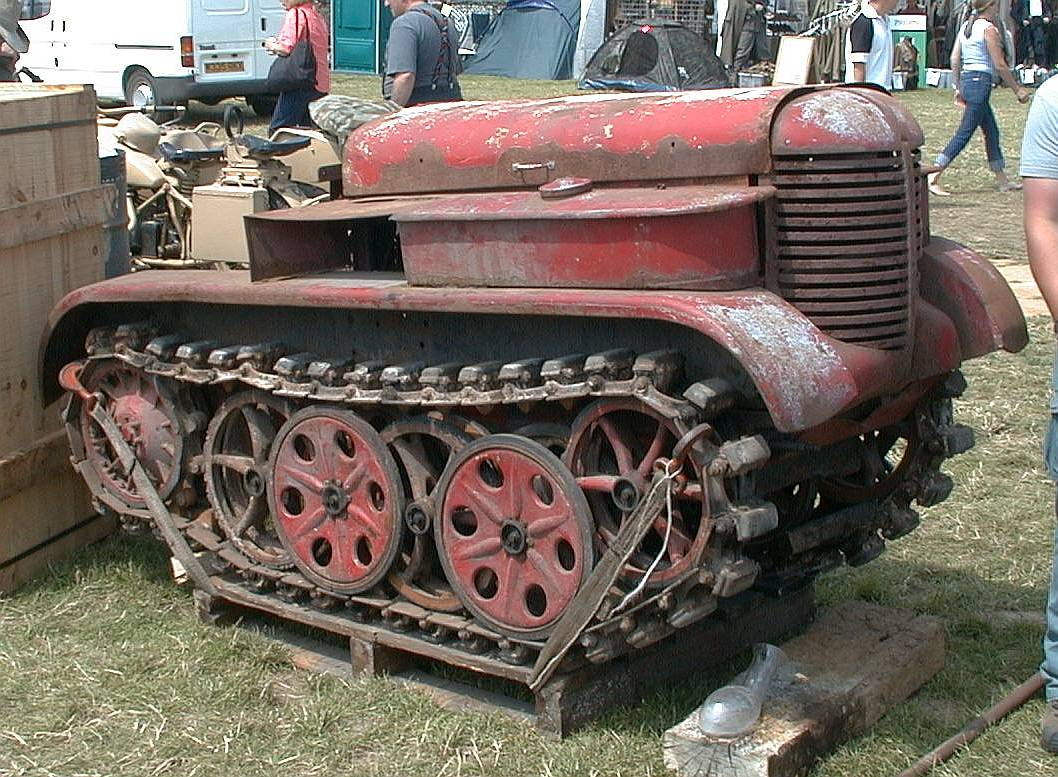
Babiole-Traktor, Beltring (GB) 2002

Im Gegensatz zu den bei NSU gebauten Nachkriegs-Kettenkrädern, die bis auf die Beleuchtungsanlage der späten Kriegsausführung entsprachen, wurden in Frankreich bei den Etablissements Babiole unter Verwendung von Kettenkrad-Teilen Raupenschlepper für die Landwirtschaft gebaut, die völlig anders konstruiert waren.
Der wichtigste Unterschied war die umgekehrte Fahrtrichtung. Der Babiole-Raupenschlepper fuhr mit dem Leitrad voraus. Der Fahrersitz befand sich hinten über dem Treibrad, wo sich beim Kettenkrad die Gabel befand. Die Lenkung erfolgte wie bei Vollkettenfahrzeugen üblich über zwei Lenkhebel. Da der originale Motor und ein nur geringfügig geändertes Getriebe verwendet wurden, musste die Drehrichtung der Antriebsräder umgekehrt werden. Dies geschah dadurch, dass die normalen Zahnrad-Vorgelege des Kettenkrads, in denen eine Drehrichtungsumkehr stattfindet, gegen Planetenrad-Vorgelege ausgetauscht wurden, in denen keine Drehrichtungsumkehr stattfindet. Dadurch ergab sich bei gleichgebliebener Motordrehrichtung eine Umkehrung der Fahrtrichtung.
Der Aufbau war ähnlich den Motorhauben der anderen Traktoren der Firma Babiole gestaltet. Der Kühler befand sich vorn hinter der Kühlermaske.
Es ist nicht klar, ob die Firma Babiole für ihre Raupenschlepper gebrauchte Kettenkräder umbaute oder ob sie für den Bau nur Restbestände an Kettenkrad-Ersatzteilen verwendete. Die Quellenangaben sind in dieser Hinsicht nicht eindeutig. Neuere Forschungsergebnisse (2023) sprechen jedoch dafür, dass für die Babiole Umbauten in größerem Umfang von SIMCA gebaute Wannen verwendet wurden.
Der Babiole-Raupenschlepper ist bis auf das Wannenunterteil mit dem Kettenlaufwerk und großen Teilen des Antriebsstrangs nicht mit dem Kettenkrad identisch. Es sind jedoch mehrere Fälle bekannt, wo Babiole-Raupenschlepper zu Kettenkrädern umgebaut wurden.

## Museale Rezeption
Wegen der ungewöhnlichen Konstruktion und des hohen Bekanntheitsgrades des Kettenkrads ist es in vielen bedeutenden technik- und militärgeschichtlichen Museen ausgestellt.
Dazu gehören z. B. das Heeresgeschichtliche Museum in Wien, das Deutsche Panzermuseum in Munster, das Museum für Zeitgeschichte in Stammheim am Main, das Auto- und Technikmuseum Sinsheim, die Flugwerft Schleißheim, die Wehrtechnische Studiensammlung in Koblenz, das Militärhistorische Museum der Bundeswehr in Dresden, das Technoseum in Mannheim sowie der PS-Speicher in Einbeck. Je ein Exemplar besitzt u. a. das Panzermuseum Bovington in Dorset (UK), das Musée des Blindés in Saumur (F) und das Overlord Museum in Colleville-sur-Mer (F).